# Saint-Jean-de-Belleville
 Saint-Jean-de-Belleville  es una población y comuna francesa, en la región de Ródano-Alpes, departamento de Saboya, en el distrito de Albertville y cantón de Moûtiers.

## Demografía
| 497 | 461 | 470 | 363 | 394 | 418 |
| Para los censos de 1962 a 1999 la población legal corresponde a la población sin duplicidades (Fuente: INSEE [Consultar]) |     |     |     |     |     |